# Ben Mee
Benjamin Thomas Mee (Sale, 23 settembre 1989) è un calciatore inglese, difensore svincolato.

## Carriera

### Club
Cresciuto nelle giovanili del Manchester City, nel 2009 viene aggregato nella rosa della squadre riserve dei Citizens, dove tuttavia non viene mai convocato nel corso della stagione.
Nella stagione 2009-2010 gioca in Premier Reserve League North, totalizzando 11 presenze segnando una rete. Nella sessione di calciomercato invernale viene ceduto in prestito al Leicester City, squadra militante in Championship. Con i Foxies conclude la stagione con 15 presenze e fa ritorno a Manchester.
Il 23 luglio 2011 viene ceduto nuovamente in prestito al Burnley, che nel gennaio 2012 lo riscatta.Dal 2022 milita nel Brentford in Premier League.

### Nazionale
Gioca una partita con l'Under-19 contro i pari-età greci, segnando anche un gol, partita che poi è terminata 3-0. Viene anche convocato per la partita Inghilterra Under-20 2-0 Italia Under-20.
Nell'estate del 2010 viene convocato per il Mondiale Under-20, dove disputa 3 incontri.
Successivamente ha giocato anche nella nazionale inglese Under-21.

## Statistiche

### Presenze e reti nei club
Statistiche aggiornate al 30 giugno 2025.
| Stagione         | Squadra          | Campionato       | Campionato | Campionato | Coppe nazionali | Coppe nazionali | Coppe nazionali | Coppe continentali | Coppe continentali | Coppe continentali | Altre coppe | Altre coppe | Altre coppe | Totale | Totale |
| Stagione         | Squadra          | Comp             | Pres       | Reti       | Comp            | Pres            | Reti            | Comp               | Pres               | Reti               | Comp        | Pres        | Reti        | Pres   | Reti   |
| ---------------- | ---------------- | ---------------- | ---------- | ---------- | --------------- | --------------- | --------------- | ------------------ | ------------------ | ------------------ | ----------- | ----------- | ----------- | ------ | ------ |
| 2010-gen. 2011   | Manchester City  | PL               | 0          | 0          | FACup+CdL       | 0+1             | 0               | UEL                | 0                  | 0                  | -           | -           | -           | 1      | 0      |
| gen.-giu. 2011   | Leicester City   | FLC              | 15         | 0          | FACup+CdL       | 0+0             | 0               | -                  | -                  | -                  | -           | -           | -           | 15     | 0      |
| 2011-2012        | Burnley          | FLC              | 31         | 0          | FACup+CdL       | 1+3             | 0               | -                  | -                  | -                  | -           | -           | -           | 35     | 0      |
| 2012-2013        | Burnley          | FLC              | 19         | 1          | FACup+CdL       | 0+2             | 0               | -                  | -                  | -                  | -           | -           | -           | 21     | 1      |
| 2013-2014        | Burnley          | FLC              | 38         | 0          | FACup+CdL       | 0+3             | 0               | -                  | -                  | -                  | -           | -           | -           | 41     | 0      |
| 2014-2015        | Burnley          | PL               | 33         | 2          | FACup+CdL       | 2+0             | 0               | -                  | -                  | -                  | -           | -           | -           | 35     | 2      |
| 2015-2016        | Burnley          | FLC              | 46         | 2          | FACup+CdL       | 2+1             | 0               | -                  | -                  | -                  | -           | -           | -           | 49     | 2      |
| 2016-2017        | Burnley          | PL               | 34         | 1          | FACup+CdL       | 1+0             | 0               | -                  | -                  | -                  | -           | -           | -           | 35     | 1      |
| 2017-2018        | Burnley          | PL               | 29         | 0          | FACup+CdL       | 1+0             | 0               | -                  | -                  | -                  | -           | -           | -           | 30     | 0      |
| 2018-2019        | Burnley          | PL               | 38         | 0          | FACup+CdL       | 0+1             | 0               | UEL                | 4                  | 0                  | -           | -           | -           | 43     | 0      |
| 2019-2020        | Burnley          | PL               | 32         | 1          | FACup+CdL       | 0+0             | 0               | -                  | -                  | -                  | -           | -           | -           | 32     | 1      |
| 2020-2021        | Burnley          | PL               | 30         | 2          | FACup+CdL       | 1+0             | 0               | -                  | -                  | -                  | -           | -           | -           | 31     | 2      |
| 2021-2022        | Burnley          | PL               | 21         | 3          | FACup+CdL       | 1+2             | 0+0             | -                  | -                  | -                  | -           | -           | -           | 24     | 3      |
| Totale Burnley   | Totale Burnley   | Totale Burnley   | 351        | 12         |                 | 21              | 0               |                    | 4                  | 0                  |             | -           | -           | 376    | 12     |
| 2022-2023        | Brentford        | PL               | 37         | 3          | FACup+CdL       | 1+0             | 0+0             | -                  | -                  | -                  | -           | -           | -           | 38     | 3      |
| 2023-2024        | Brentford        | PL               | 16         | 2          | FACup+CdL       | 1+1             | 0+0             | -                  | -                  | -                  | -           | -           | -           | 18     | 2      |
| 2024-2025        | Brentford        | PL               | 7          | 0          | FACup+CdL       | 0+4             | 0+0             | -                  | -                  | -                  | -           | -           | -           | 11     | 0      |
| Totale Brentford | Totale Brentford | Totale Brentford | 60         | 5          |                 | 7               | 0               |                    | -                  | -                  |             | -           | -           | 67     | 5      |
| Totale carriera  | Totale carriera  | Totale carriera  | 426        | 17         |                 | 29              | 0               |                    | 4                  | 0                  |             | -           | -           | 459    | 17     |

## Palmarès

### Club

#### Competizioni nazionali
- Football League Championship: 1

Burnley: 2015-2016

#### Competizioni giovanili
- FA Youth Cup: 1

Manchester City: 2007-2008